# Associazione Calcio Sampierdarenese 1932-1933
Questa pagina raccoglie i dati riguardanti l'Associazione Calcio Sampierdarenese nelle competizioni ufficiali della stagione 1932-1933.

## Divise
| Prima divisa |

## Organigramma societario
Area direttiva
- Presidente: Buttignol

Area tecnica
- Allenatore: Ercole Carzino
- Allenatore in seconda: Árpád Hajós e poi Hermann Felsner

## Rosa
| N. |                   | Ruolo | Calciatore          |
| -- | ----------------- | ----- | ------------------- |
|    | Italia (bandiera) | P     | Giuseppe Chittolina |
|    | Italia (bandiera) | P     | Ubaldo Narducci     |
|    | Italia (bandiera) | P     | Vittorio Profumo    |
|    | Italia (bandiera) | D     | Edgardo Ciancamerla |
|    | Italia (bandiera) | D     | Ernesto Finelli     |
|    | Italia (bandiera) | D     | Fernando Lancioni   |
|    | Italia (bandiera) | D     | Riccardo Gastaldi   |
|    | Italia (bandiera) | D     | Giuseppe Ronca      |
|    | Italia (bandiera) | D     | Giuseppe Gola       |
|    | Italia (bandiera) | C     | Enrico Gallina      |
|    | Italia (bandiera) | C     | Marco Da Ronch      |
|    | Italia (bandiera) | C     | Ottavio Barbieri    |

| N. |                   | Ruolo | Calciatore        |
| -- | ----------------- | ----- | ----------------- |
|    | Italia (bandiera) | C     | Mario Bossi       |
|    | Italia (bandiera) | C     | Mario Nervi       |
|    | Italia (bandiera) | C     | Gipo Poggi        |
|    | Italia (bandiera) | C     | Ercole Carzino    |
|    | Italia (bandiera) | A     | Cherubino Comini  |
|    | Italia (bandiera) | A     | Natale Dossena    |
|    | Italia (bandiera) | A     | Angelo Azzimonti  |
|    | Italia (bandiera) | A     | Riccardo Fossati  |
|    | Italia (bandiera) | A     | Luigi Bodrato     |
|    | Italia (bandiera) | A     | Giuseppe Raggio   |
|    | Italia (bandiera) | A     | Giovanni Rebolino |
|    | Italia (bandiera) |       | Zanchetta         |

## Calciomercato
Fonte:
| Acquisti | Acquisti          | Acquisti               | Acquisti   |
| R.       | Nome              | da                     | Modalità   |
| -------- | ----------------- | ---------------------- | ---------- |
| P        | Vittorio Profumo  | Sampierdarenese (ris.) | definitivo |
| D        | Fernando Lancioni | Milan                  | definitivo |
| D        | Riccardo Gastaldi | Alessandria            | definitivo |
| C        | Mario Bossi       | Roma                   | definitivo |
| C        | Ottavio Barbieri  | Genoa                  | definitivo |
| C        | Giuseppe Ronca    | Bari                   | definitivo |
| C        | Marco Da Ronch    | Ambrosiana             | definitivo |
| A        | Cherubino Comini  | Udinese                | definitivo |
| A        | Giovanni Rebolino | Andrea Doria           | definitivo |
| A        | Natale Dossena    | Cremonese              | prestito   |
| A        | Angelo Azzimonti  | GC Vigevanesi          | definitivo |
| A        | Galli             | ????                   |            |
| A        | Rossi             | ????                   |            |
| A        | Zanchetta         | ????                   |            |

| Cessioni | Cessioni            | Cessioni               | Cessioni   |
| R.       | Nome                | a                      | Modalità   |
| -------- | ------------------- | ---------------------- | ---------- |
| D        | Giorgio Alessandri  | Rapallo Ruentes        | definitivo |
| ?        | Salvatore Avvenente | ????                   |            |
| C        | Luigi Cambiaso      | Corniglianese          | definitivo |
| A        | Elios Del Ponte     | fine carriera          |            |
| D        | Domenico Gariglio   | Val Pellice U.S.       | definitivo |
| C        | Guido Gaviglio      | Derthona               | definitivo |
| C        | Mario Greppi        | ????                   |            |
| C        | A. Grossi           | ????                   |            |
| A        | Giuseppe Jonata     | ????                   |            |
| A        | Luigi Landi         | Sampierdarenese (ris.) | definitivo |
| A        | Giovanni Maggio     | Vogherese              | definitivo |
| A        | Mario Morando       | Sampierdarenese (ris.) | definitivo |
| A        | Silvio Olmo         | Corniglianese          | definitivo |
| A        | Emilio Percivale    | ????                   |            |
| A        | Marco Tavella       | ????                   |            |

## Statistiche

### Statistiche dei giocatori
Fonte:
| Giocatore      | Serie B  | Serie B |
| Giocatore      | Presenze | Reti    |
| -------------- | -------- | ------- |
| A. Azzimonti   | 13       | 4       |
| O. Barbieri    | 3        | 0       |
| L. Bodrato     | 17       | 3       |
| M. Bossi       | 29       | 1       |
| Er. Carzino    | -        | -       |
| G. Chittolina  | 4        | -7      |
| E. Ciancamerla | 15       | 0       |
| C. Comini      | 26       | 10      |
| M. Da Ronch    | 1        | 0       |
| N. Dossena     | 20       | 6       |
| E. Finelli     | 5        | 0       |
| R. Fossati     | 27       | 13      |
| ?. Galli       | 6        | 1       |
| E. Gallina     | 6        | 0       |
| R. Gastaldi    | 6        | 1       |
| G. Gola        | 14       | 1       |
| F. Lancioni    | 30       | 0       |
| U. Narducci    | 8        | -17     |
| M. Nervi       | 23       | 0       |
| G. Poggi       | 24       | 5       |
| V. Profumo     | 20       | -23     |
| G. Raggio      | 2        | 1       |
| G. Rebolino    | 21       | 9       |
| G. Ronca       | 29       | 1       |
| ?. Rossi       | 2        | 0       |
| ?. Zanchetta   | 1        | 0       |